# STS-36
إس تي إس-36 (بالإنجليزية: STS-36)‏ الرحلة الرابعة والثلاثون ضمن برنامج مكوك الفضاء لوكالة ناسا، والرحلة السادسة على متن مكوك الفضاء أتلانتيس، انطلقت الرحلة في 28 فبراير 1990 من مركز كينيدي للفضاء، وهبطت بتاريخ 4 مارس في قاعدة إدواردز الجوية، كانت رحلة سرية ويعتقد أنه تم خلالها نشر قمر تجسس خاص لوزارة الدفاع الأمريكية، بلغ عدد الرواد المشاركين في الرحلة خمسة رواد.